# Standfussiana renigera
Standfussiana renigera là một loài bướm đêm trong họ Noctuidae.